# Selección de voleibol de Austria
La Selección de voleibol de Austria (en alemán Österreichische Volleyballnationalmannschaft) es el equipo masculino representativo de voleibol de Austria en las competiciones internacionales organizadas por la Confederación Europea de Voleibol (CEV), la Federación Internacional de Voleibol (FIVB) o el Comité Olímpico Internacional (COI). La organización de la selección está a cargo de la Österreichischer Volleyball Verband. 

## Historia
La selección de Austria no tuvo muchos éxitos en su historia, logrando calificarse dos veces por el  Campeonato Mundial y 7 por el  Campeonato Europeo , principalmente entre los años 50 y 60. Desde el campeonato europeo de 1971, sólo ha conseguido disputar las ediciones disputadas como anfitriona en 1999 y 2011. Su mejor registro, el octavo puesto en 1999 es engañoso porque en aquella edición solo participaron ocho selecciones y Austria acabó en último lugar sin ganar ni un set.
Actualmente la selección disputa la  Liga Europea sin resultados concretos.

## Historial
| Juegos Olímpicos    |
| ------------------- |
| Sin participaciones |

| \| - 1949: No clasificada - 1952: No clasificada - 1956: 20° - 1960: No clasificada - 1962: 19° \| - 1966: No clasificada - 1970: No clasificada - 1974: No clasificada - 1978: No clasificada - 1982: No clasificada \| - 1986: No clasificada - 1990: No clasificada - 1994: No clasificada - 1998: No clasificada - 2002: No clasificada \| - 2006: No clasificada - 2010: No clasificada - 2014: No clasificada - 2018: \| | | |                                                                              |
| - 1949: No clasificada - 1952: No clasificada - 1956: 20° - 1960: No clasificada - 1962: 19° | - 1966: No clasificada - 1970: No clasificada - 1974: No clasificada - 1978: No clasificada - 1982: No clasificada | - 1986: No clasificada - 1990: No clasificada - 1994: No clasificada - 1998: No clasificada - 2002: No clasificada | - 2006: No clasificada - 2010: No clasificada - 2014: No clasificada - 2018: |

| Liga Mundial        |
| ------------------- |
| Sin participaciones |

| \| - 1948: No clasificada - 1950: No clasificada - 1951: No clasificada - 1955: 13° - 1958: 18° - 1963: 16° - 1967: 19° - 1971: 21° \| - 1975: No clasificada - 1977: No clasificada - 1979: No clasificada - 1981: No clasificada - 1983: No clasificada - 1985: No clasificada - 1987: No clasificada - 1989: No clasificada \| - 1991: No clasificada - 1993: No clasificada - 1995: No clasificada - 1997: No clasificada - 1999: 8° - 2001: No clasificada - 2003: No clasificada - / 2005: No clasificada \| - 2007: No clasificada - 2009: No clasificada - / 2011: 16° - / 2013: No clasificada - / 2015: No clasificada \| | | | |
| - 1948: No clasificada - 1950: No clasificada - 1951: No clasificada - 1955: 13° - 1958: 18° - 1963: 16° - 1967: 19° - 1971: 21° | - 1975: No clasificada - 1977: No clasificada - 1979: No clasificada - 1981: No clasificada - 1983: No clasificada - 1985: No clasificada - 1987: No clasificada - 1989: No clasificada | - 1991: No clasificada - 1993: No clasificada - 1995: No clasificada - 1997: No clasificada - 1999: 8° - 2001: No clasificada - 2003: No clasificada - / 2005: No clasificada | - 2007: No clasificada - 2009: No clasificada - / 2011: 16° - / 2013: No clasificada - / 2015: No clasificada |

| Copa Mundial        |
| ------------------- |
| Sin participaciones |

### Otras competiciones
| Liga Europea |
| --- |
| - 2004: No clasificada - 2005: No clasificada - 2006: No clasificada - 2007: No clasificada - 2008: 7º - 2009: 10° - 2010: 8° - 2011: 12° - 2012: 8º - 2013: 9º |